# Höhensteine
Höhensteine wird eine Erhebung in Eitorf genannt. Sie gehört zu den nordwestlichsten Ausläufern der Leuscheid. Ihre Höhe beträgt gut 240 m ü. NHN.
Die Höhensteine, im Volksmund auch der Höhenstein genannt, haben ihren Namen von großen Quarzbrocken, die in die Humusschicht eingelagert sind. 

## Lage
Begrenzt werden die Höhensteine durch den Sterzenbach bzw. den Altebach im Nordosten, den Pingelsbach bzw. den Dehlenbach im Südwesten, den Eipbach im Westen und die Sieg im Norden. Im Südosten haben die Höhensteine mit dem Käsberg eine Verbindung zur Eitorfer Schweiz und zur Leuscheid.
Die Ausläufer der Höhensteine sind in Eitorf der Leienberg, östlich des Silbersiefen der Maiberg und Huckenbröl sowie der Nennsberg in Bitze und südlich des Weingartssiefens der Ommersberg. 

## Vegetation
Bedeckt sind die Höhensteine von Kiefern- und Eichenwald mit sonst kaum anzutreffenden Ilex-Unterholz, Blaubeeren und Heidekraut, an den Hängen wird Weidewirtschaft betrieben. 

## Sonstiges
Über die Höhensteine führt der Hauptwanderweg 2 (Eitorf – Neuwied) des Westerwald-Vereins. Auf der Spitze der Anhöhe steht ein Pavillon, errichtet auf einem Fundament aus Quarz-Grobkies. Ein Panoramablick ist aufgrund der hochgewachsenen Bäume nicht mehr gegeben. Neben dem Pavillon ist ein Funkmast errichtet für die Mobilfunk-Netze D1, E-Plus, O₂ und Vodafone.

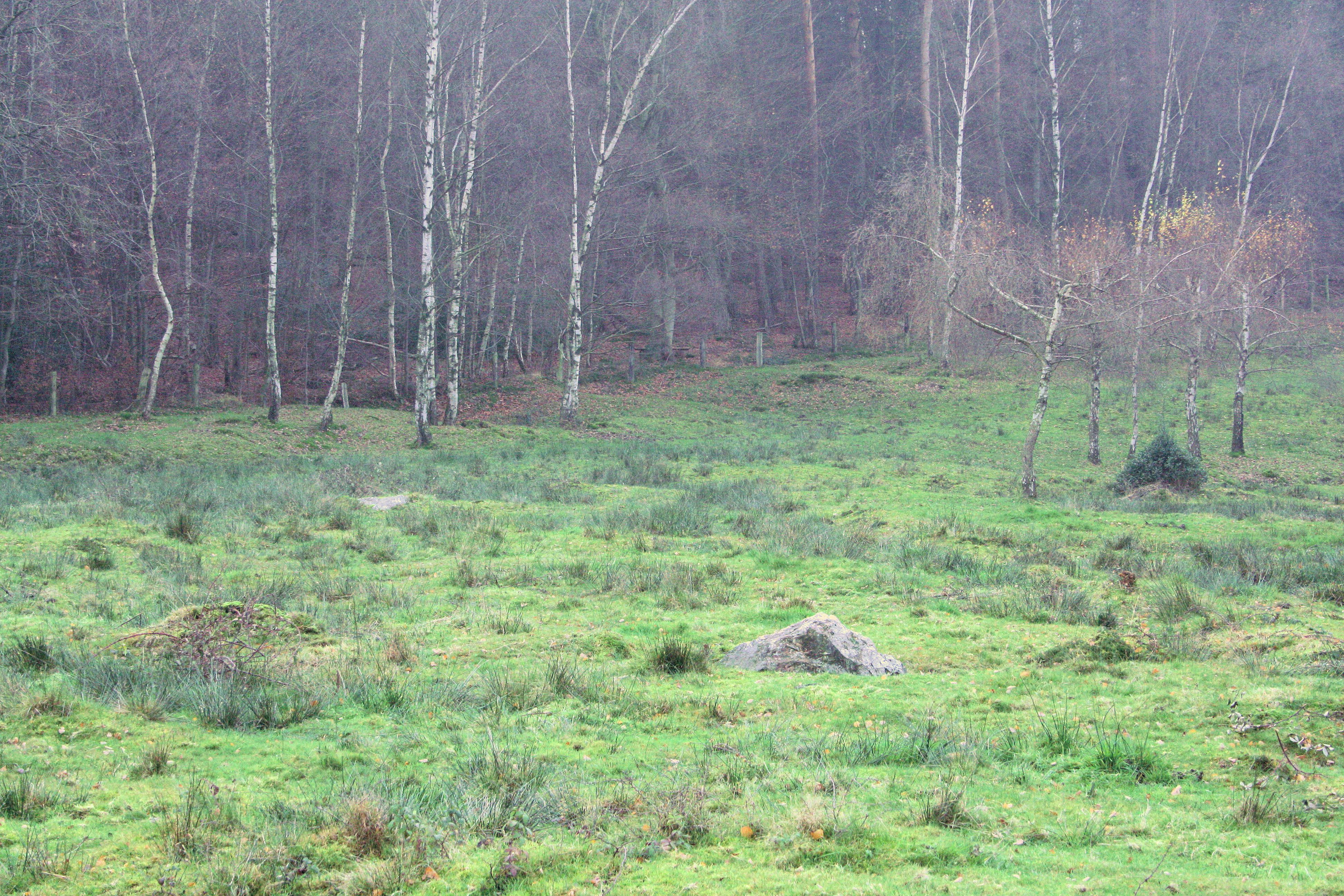
Quarzbrocken an den Höhensteinen
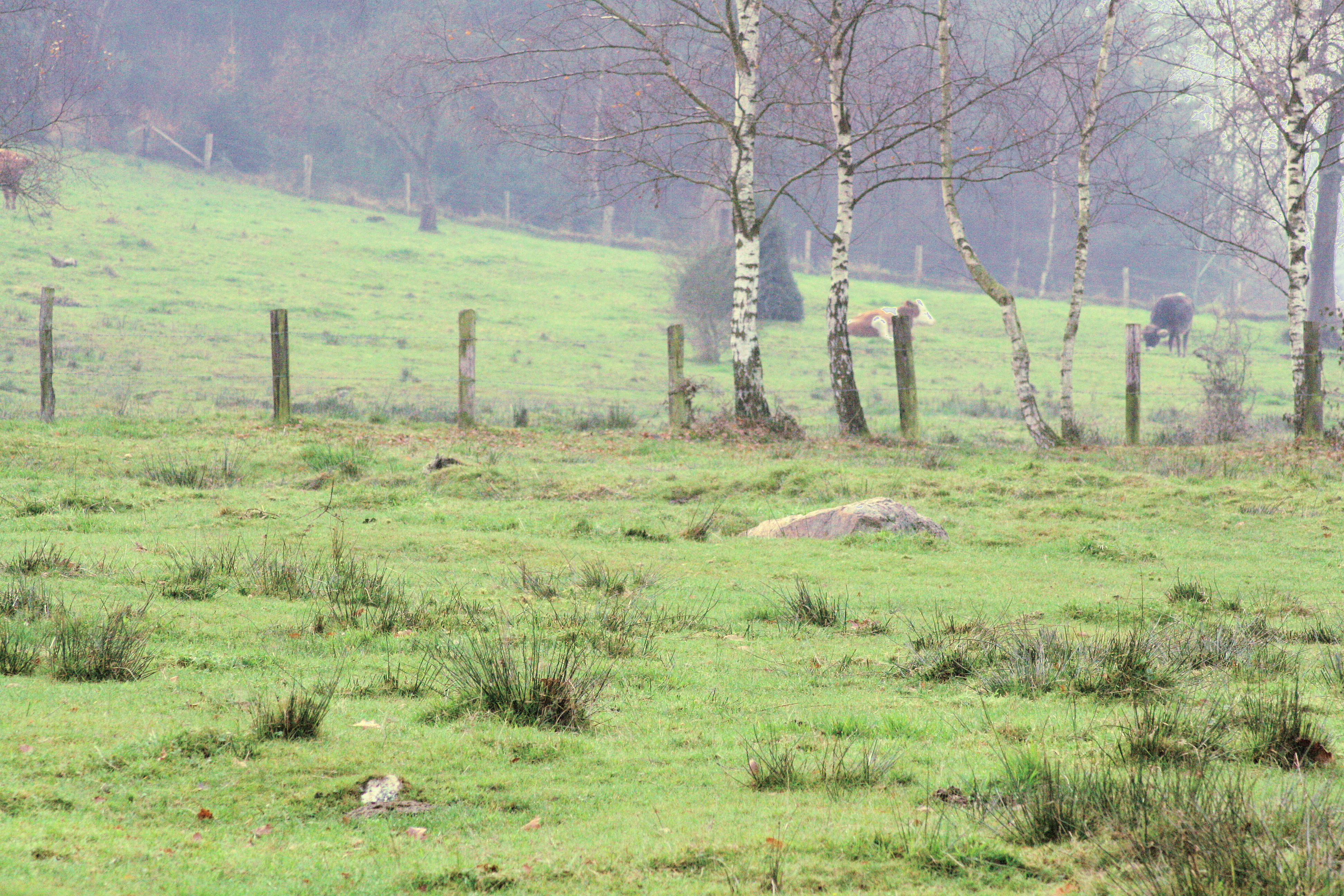
Quarzbrocken auf den Weiden oberhalb von Huckenbröl
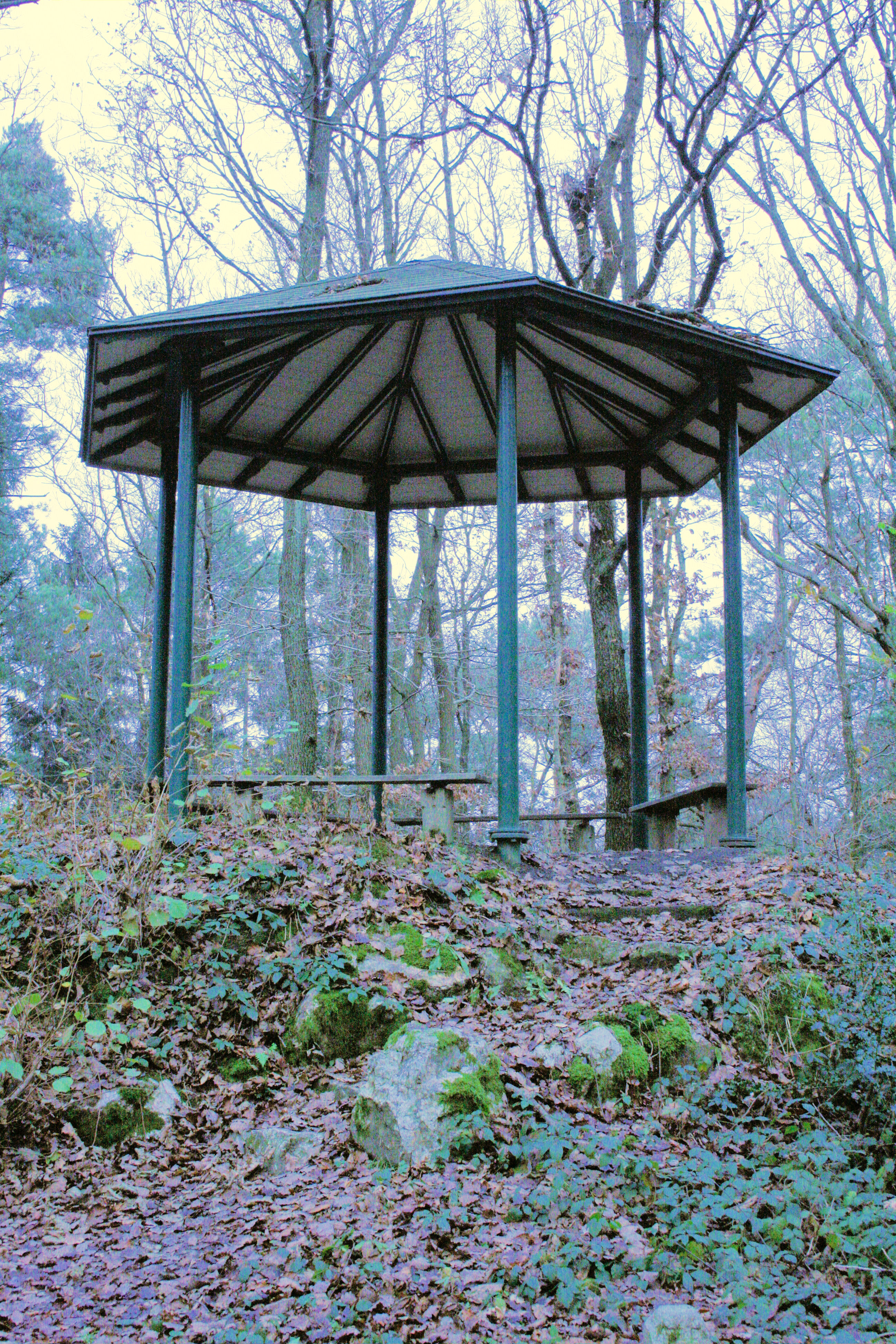
Pavillon Höhensteine
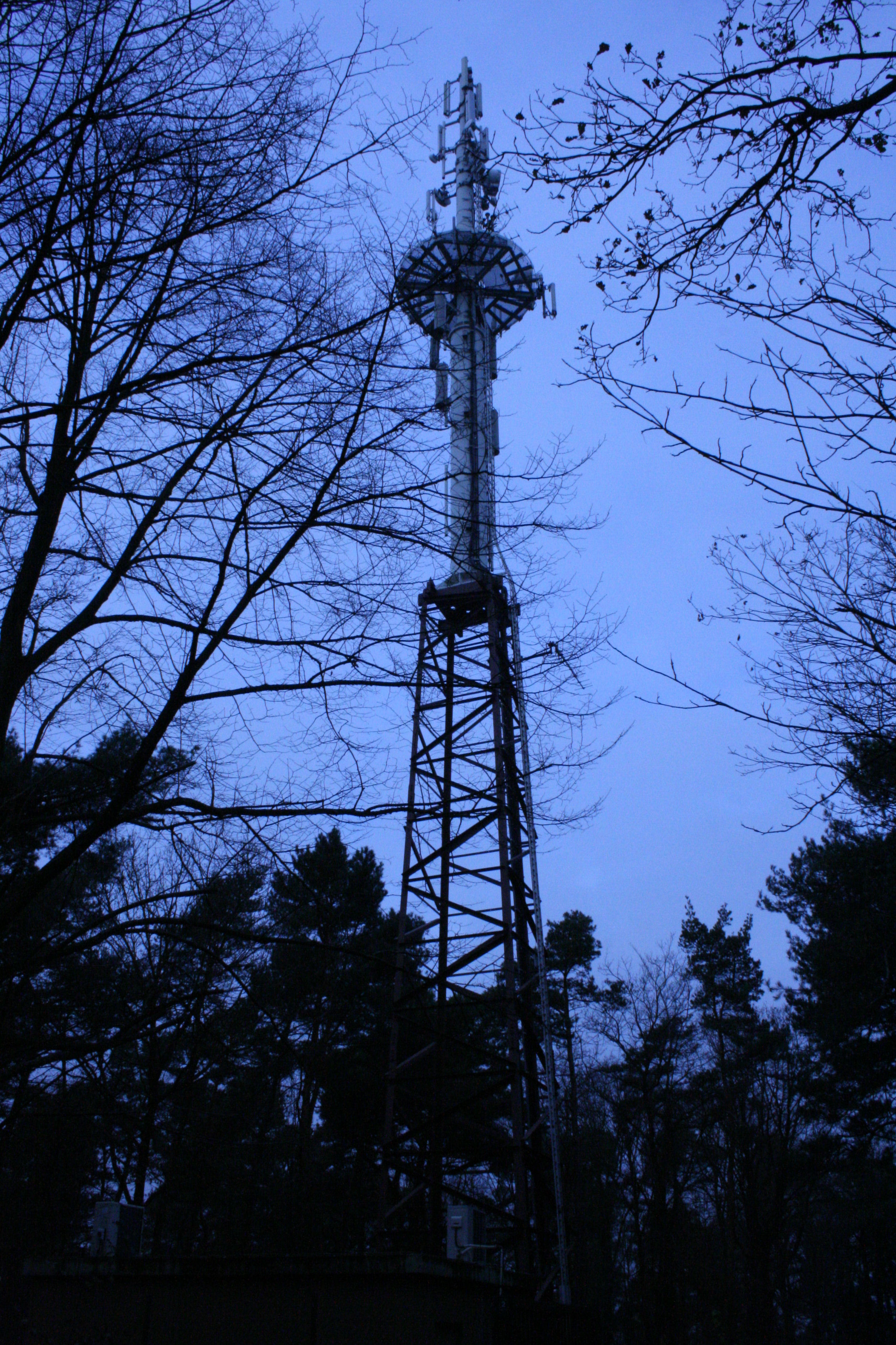
Der Mobilfunkmast Huckenbröl